# Брам, Отто
Отто Брам (нем. Otto Brahm, наст. фамилия Абрахамсон, нем. Abrahamsohn; 5 февраля 1856, Гамбург — 28 ноября 1912, Берлин) — немецкий режиссёр и театральный критик.

## Биография
Отто Брам родился в Гамбурге в еврейской семье, получил филологическое образование. Свою профессиональную деятельность начинал как журналист и театральный критик. Его статьи о театре, опубликованные в начале 80-х годов XIX века, оказали большое влияние на формирование современного немецкого театра. По образцу парижского Свободного театра 29 сентября 1889 года с группой единомышленников, среди которых были Людвиг Фульда и Фриц Маутнер, организовал в Берлине «Свободную сцену» (нем. Freie Bühne) — театр, следовавший принципам, впервые выдвинутым Мейнингенским театром под руководством Людвига Кронека. «Сцена», чтобы избежать цензуры, давала только закрытые спектакли для владельцев специальных абонементов. Первым спектаклем на «Сцене» был «Привидения» Генрика Ибсена. Следующим был спектакль Гауптмана «Перед восходом солнца», а в 1893 году Брам показал в своём театре берлинцам другую, запрещённую цензурой пьесу Гауптмана — «Ткачи». «Ткачи» стали одной из крупнейших режиссёрских удач Брама.
В 1894 году Отто Брам возглавил Немецкий театр, которым руководил до 1904 года. Режиссёр поставил в нём современные пьесы, в первую очередь Гауптмана и Ибсена. В то же время в его репертуаре были и драмы Иоганна Вольфганга фон Гёте, Фридриха Шиллера и Генриха фон Клейста. В последние годы жизни, с 1904 года и до своей смерти, Отто Брам руководил «Лессинг-театром».
Отто Брам был приверженцем натурализма в театре и сыграл значительную роль в развитии немецкого театра, открыл для немецкого зрителя Ибсена, Льва Толстого, Гауптмана.